# Launched Loop
Launched Loop ist die Bezeichnung eines Stahlachterbahnmodells des Herstellers Arrow Dynamics, welches erstmals 1977 in Kings Island eröffnet wurde. Der Prototyp hingegen wurde im selben Jahr im damaligen Circus World Showcase (heute Boardwalk and Baseball) der Öffentlichkeit zugänglich gemacht, allerdings erst nach der Anlage in Kings Island eröffnet.
Die 193,5 m lange Strecke erreicht eine Höhe von 17,1 m und verfügt über einen Looping. Das Besondere an der Bahn ist, dass man in der Station bereits den höchsten Punkt der Bahn erreicht. Der Zug wird mittels einer elektrischen Seilwinde vorwärts aus der Station heraus beschleunigt, fährt die 14,3 m hohe Abfahrt hinunter, durch den Looping und hinauf auf eine zweite, ähnliche hohe Plattform, wie die Station. Dort stoppt der Zug. Kurz danach wird der Zug mit einer zweiten elektrischen Seilwinde rückwärts beschleunigt und durchfährt die Strecke somit rückwärts bis zur Station. Die Gleichstrommotoren, die die Züge beschleunigen, haben je nach Auslieferung 100 bzw. 150 PS pro Plattform.

## Standorte
Der Park Six Flags Great Adventure besaß zwei Anlagen, deren Loopings ineinander verschlungen waren (Interlocking Loops).
| Achterbahn                                   | Betreiber                                          | Land                   | Eröffnung          | Schließung           |
| -------------------------------------------- | -------------------------------------------------- | ---------------------- | ------------------ | -------------------- |
| Afterburner Zoomerang                        | Fun Spot Boardwalk and Baseball                    | Vereinigte Staaten     | 1991 1977          | 2008 17. Januar 1990 |
| Black Widow                                  | Old Indiana Fun-n-Water Park Six Flags New England | Vereinigte Staaten     | unbekannt 1977     | unbekannt 1999       |
| Boomerang                                    | Tokyo Dome City                                    | Japan                  | 1980               | 1984                 |
| Diamond Back Lightnin' Loops (untere Anlage) | Frontier City Six Flags Great Adventure            | Vereinigte Staaten     | 1993 23. Mai 1978  | 1986                 |
| Python Lightnin' Loops (obere Anlage)        | Six Flags America Six Flags Great Adventure        | Vereinigte Staaten     | 1993 18. Juli 1978 | 1998 1992            |
| Revolution                                   | Blackpool Pleasure Beach                           | Vereinigtes Königreich | 1979               |                      |
| Sidewinder Roaring Tornado                   | Elitch Gardens Magic Springs & Crystal Falls       | Vereinigte Staaten     | 1990 1980          | 1989                 |
| Thunderbolt Express Demon                    | Camden Park Kings Island                           | Vereinigte Staaten     | 1988 1977          | 1999 1987            |